# Almedina (Coimbra)
Almedina, Sé Velha ou Alta é um bairro da cidade portuguesa e do Município de Coimbra, que foi sede da extinta Freguesia de Almedina, freguesia que tinha 1,01 km² de área e 904 habitantes em 2011, tendo, por isso, uma densidade: 895 hab./km². A zona alta da cidade de Coimbra faz referência à parte mais elevada da cidade, historicamente delimitada pelas antigas muralhas da cidade (intramuros).
A Freguesia de Almedina foi extinta em 2013, no âmbito de uma reforma administrativa nacional, tendo sido agregada às freguesias de Sé Nova, Santa Cruz e São Bartolomeu, para formar uma nova freguesia denominada União das Freguesias de Coimbra (Sé Nova, Santa Cruz, Almedina e São Bartolomeu).

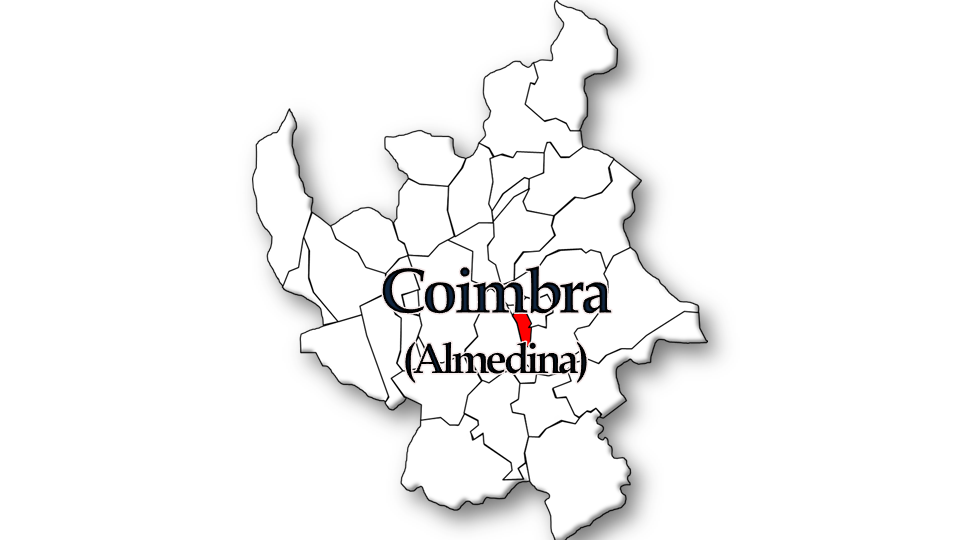
Localização no Município de Coimbra

## População

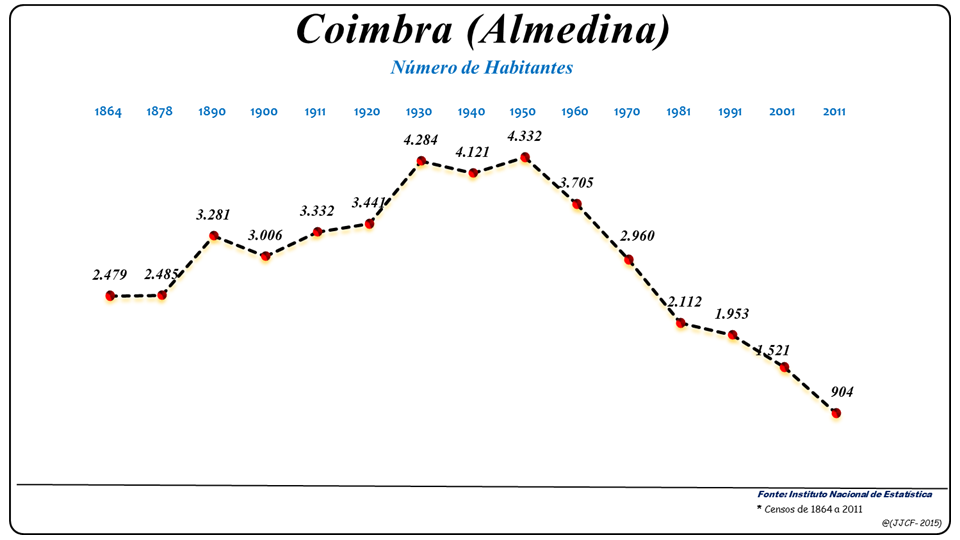
Evolução da População (1864 / 2011)

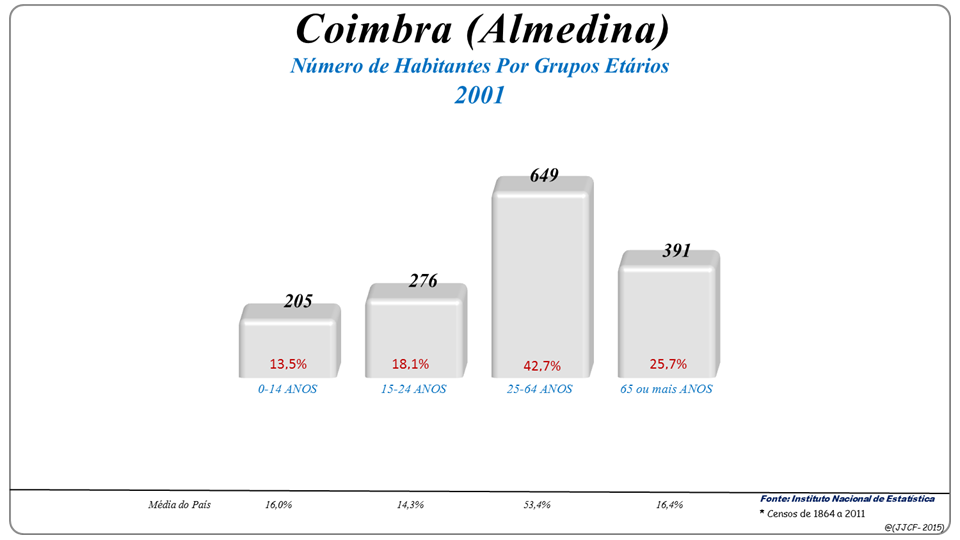
Grupos Etários (2001 e 2011)

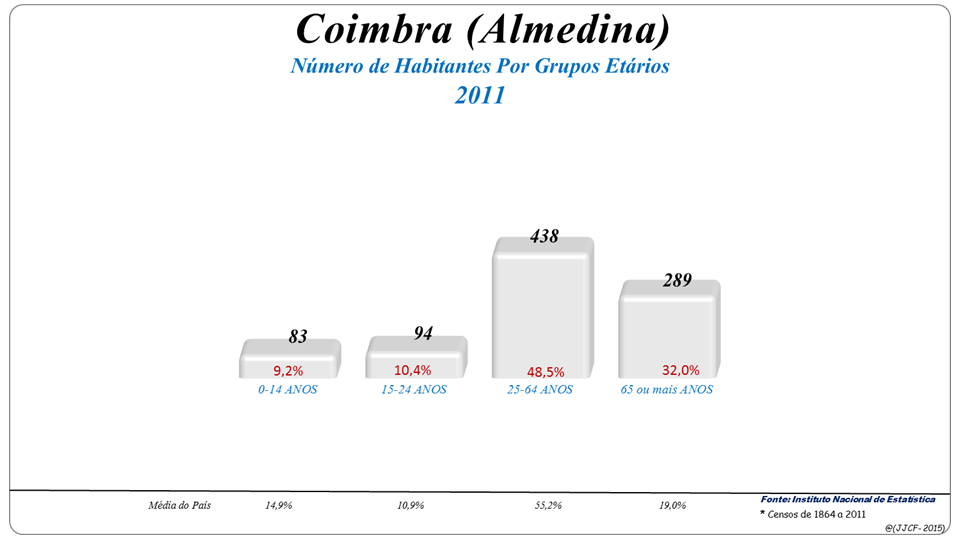
Grupos Etários (2001 e 2011)

| População da freguesia de Coimbra (Almedina) | População da freguesia de Coimbra (Almedina) | População da freguesia de Coimbra (Almedina) | População da freguesia de Coimbra (Almedina) | População da freguesia de Coimbra (Almedina) | População da freguesia de Coimbra (Almedina) | População da freguesia de Coimbra (Almedina) | População da freguesia de Coimbra (Almedina) | População da freguesia de Coimbra (Almedina) | População da freguesia de Coimbra (Almedina) | População da freguesia de Coimbra (Almedina) | População da freguesia de Coimbra (Almedina) | População da freguesia de Coimbra (Almedina) | População da freguesia de Coimbra (Almedina) | População da freguesia de Coimbra (Almedina) |
| -------------------------------------------- | -------------------------------------------- | -------------------------------------------- | -------------------------------------------- | -------------------------------------------- | -------------------------------------------- | -------------------------------------------- | -------------------------------------------- | -------------------------------------------- | -------------------------------------------- | -------------------------------------------- | -------------------------------------------- | -------------------------------------------- | -------------------------------------------- | -------------------------------------------- |
| 1864                                         | 1878                                         | 1890                                         | 1900                                         | 1911                                         | 1920                                         | 1930                                         | 1940                                         | 1950                                         | 1960                                         | 1970                                         | 1981                                         | 1991                                         | 2001                                         | 2011                                         |
| 2 479                                        | 2 485                                        | 3 281                                        | 3 006                                        | 3 332                                        | 3 441                                        | 4 284                                        | 4 121                                        | 4 332                                        | 3 705                                        | 2 960                                        | 2 112                                        | 1 953                                        | 1 521                                        | 904                                          |

## Património
- Torre de Anto ou Torre do Prior do Ameal ou Casa do Artesanato ou Núcleo Museológico da Memória da Escrita
- Governo Civil do Distrito de Coimbra
- Ponte Rainha Santa Isabel
- Sé Velha de Coimbra ou Igreja Paroquial de Almedina, compreendendo o túmulo do conde Sesnando Davides
- Igreja da Misericórdia de Coimbra ou Igreja do Colégio Novo e claustro
- Paço de Sobre-Ribas ou Paço de Sub-Ripas ou Arco de Sub-Ripas ou Palácio de Sub-Ribas
- Casa da Nau ou Casa do Navio
- Igreja do Antigo Colégio de Santo António da Estrela
- Porta e Torre de Almedina

## Personalidades ilustres
- Conde de Almedina

## Lugares
- Sé Velha
- Arregaça
- Parque